# Alain Maury
Alain Maury (Mons, 9 maart 1958), is een Belgisch striptekenaar en illustrator. In de periode van 1988 tot en met 2000 werkte hij voor Studio Peyo en tekende voor De Smurfen en Johan en Pirrewiet.

## Carrière
Maury studeerde aan het Institut Saint-Luc in Mons. Zijn eerste opdracht betrof een gagreeks over de musicus Stanislas in Spirou in 1983. Hij werkte mee aan de periodiek Jouez avec Quick et Flupke bij Casterman, waarna hij voornamelijk opdrachten in het reclamevak aannam.

### Studio Peyo
In 1988 ging Maury werken voor Studio Peyo. In eerste instantie tekende hij voor het tijdschrift Schtroumpf. In 1992 maakte hij samen met Peyo het album De Geldsmurf. De volgende vier albums in de reeks (tot aan 2000) werden door Maury getekend, te weten De juwelensmurfer (1994), Dokter Smurf (1996), De Wilde Smurf (1998) en De Smurfendreiging (2000).
In 1994 startte Maury de reeks Johan en Pirrewiet weer op; het laatste album was in 1967 door Peyo getekend. Maury tekende vier verhalen, namelijk De Horde van de Raaf (1994), De troubadours van Steenbergen (1995), De nacht van de magiërs (1998) en De woestijnroos (2001).
Hierna verliet Maury Studio Peyo. De reeks Johan en Pirrewiet ligt sindsdien weer stil.

### Vanaf 2001
Maury maakte op scenario van Thierry Robberecht de reeks Béluga bij uitgeverij Casterman in 2001 (twee albums). In 2004 maakten zij samen de reeks Le Contact.
In 2007 tekende hij het 43e en laatste album van de klassieke serie De 4 helden getiteld La Balade des 4 As op scenario van Sergio Salma.
In 2011 tekende hij het 22e album van Lefranc getiteld De kinderen van de bunker op scenario van Michel Jacquemart. In 2014 tekende hij  met Olivier Weinberg de illustraties voor het album Het Ardennenoffensief voor de educatieve reeks De reportages van Lefranc.
Samen met zijn vrouw Françoise Pirart werkt Maury aan kinderboeken, waaronder de serie Les Aventures de Monsieur Prune uitgegeven door Éditions Delphi.
In de periode 2017-2019 tekende Maury op scenario van Luc Parthoens drie albums in de reeks De Smurfen en het verloren dorp naar aanleiding van de gelijknamige film Smurfs: The lost village uit 2017, te weten De Smurfen en het verloren dorp (2017), Het verraad van Smurfbloesem (2018) en De raaf (2019).
In 2021 tekende Maury op scenario van Alain Jost en Thierry Culliford het veertigste verhaal van De Smurfen getiteld De witte storm.